# الهويات القاتلة
الهويات القاتلة (بالفرنسية:Les Identités meurtrières) كتاب من تأليف الكاتب والروائي اللبناني أمين معلوف. نشر الكتاب للمرة الأولى بالفرنسية عام 1998، وترجم للعربية في 1999، ظهرت منه طبعات عربية عدة، وترجم إلى الإنجليزية عام 2003، والإسبانية 2005، والتركية 2000. يقع الكتاب في 229 صفحة، ويحتوي مقالات متعددة في مسألة الهوية الفردية والجماعية، والهويات المركبة، ويبحث في سبب تحول هوية دينية أو اجتماعية وثقافية إلى هوية مدمرة للآخر.